# Засецький (Кіровський район)
Засецький (рос. Засецкий) — селище в Кіровському районі Калузької області Російської Федерації.
Населення становить 16 осіб. Входить до складу муніципального утворення Присілок Великі Савки.

## Історія
Від 2004 року входить до складу муніципального утворення Присілок Великі Савки.

## Населення
| 2002 | 2010 |
| ---- | ---- |
| 45   | ↘16  |